# Александров, Юрий Владимирович (скульптор)
Юрий Владимирович Александров (1930—2004) — советский и российский художник-монументалист, скульптор. Заслуженный художник РСФСР (1976). Лауреат Премии Совета Министров СССР (1977), Государственной премий СССР (1978) и Ордена Труда (Вьетнам) (1974). Член-корреспондент (1996) и действительный член Российской академии художеств (2000).

## Биография
Родился в семье инженеров. В 1942—1943 годах семья была эвакуирована в Башкирскую АССР, а затем в Челябинск.
С 1943 года по 1945 год учился в детской художественной школе у Р. Фалька, М. Хазанова, М. Перуцкого. С 1945 года по 1954 год учился в Московском высшем художественно-промышленном училище (Строгановское) по специальности «архитектурно-декоративная скульптура». Там его преподавателями были Г. Мотовилов, Г. Шульц. В 1954 году закончил училище с отличием. Был принят в Союз художников СССР в 1958 году.
В 1959 году был избран членом правления Московской организации Союза художников РСФСР. В 1967 году был избран членом скульптурной комиссии при правлении Союза художников СССР. За участие в создании мавзолея Хо Ши Мина в Ханое был награжден в 1974 году вьетнамским орденом Труда. В 1976 году за оформление Вологодского драматического театра был награжден серебряной медалью Академии художеств СССР. В 1976 году стал заслуженным художником РСФСР. В 1977 году за разработку проекта и строительство Драматического театра в Вологде был удостоен премии Совета Министров СССР. За архитектуру Главного туристического комплекса в Суздале был награжден Государственной премией СССР в 1978 году. В том же году стал членом правления Союза художников СССР. В 1996 году был избран членом-корреспондентом Российской Академии художеств, а в 2000 году стал её действительным членом. За воссоздание горельефов Храма Христа Спасителя в 2000 году был награжден памятной медалью и орденом прп. Сергия Радонежского Русской Православной церкви III степени.
Скончался 2 июня 2004 года в Москве. Похоронен в Подмосковье, на Долгопрудненском кладбище.

## Список основных произведений

### Скульптор
- 1955 — Портрет М. Фрунзе. Медь, гальванопластика. В. 55. Не сохранился.
- 1958 — На току. Бронза. В. 120. Пермская государственная художественная галерея.[3]
- 1959 — Искатели алмазов. Якутия. Лауреат Ленинской премии геолог Г. Файнштейн. Гипс тонированный. В.140. Музей изобразительных искусств Татарской АССР. Казань.[4]
- 1959 — Геолог Н. Дойников. Гипс тонированный. В. 135. Государственная Третьяковская галерея.
- 1959 — М. Соломатский. Гипс тонированный. В.140. Омская художественная галерея.
- 1961 — Чувашские колхозники. Гипс тонированный. В.109; дл. 270. В соавторстве с И. Александровой. Чувашская республиканская художественная галерея. Чебоксары.
- 1965 — Художники Павел и Михаил Никоновы. Гипс. В.100; дл.110.
- 1965 — Сидящая. Медь кованая. В.85. Союз художников СССР. Москва.[5]
- 1967 — Театральные маски. Трагедия. Бронза. В. 36,5. Союз художников СССР. Москва.
- 1967 — Комедия. Бронза. В. 34. Союз художников СССР. Москва.
- 1968 — Мила. Медь, сварка. В.48. Государственная Третьяковская галерея. Светлана. Бронза. В. 32. Союз художников СССР. Москва.
- 1969 — Молодые художники показывают свои картины. Рельеф. Дерево. 99х135х17. Государственная Третьяковская галерея.[1]

### Художник-монументалист
- 1962 — Музыка. Монументальный рельеф на здании концертного зала Дворца пионеров и школьников в Москве. В соавторстве с И. Александровой, А. Васнецовым, Т. Соколовой, В. Элькониным. Архитекторы В. Егерев, В. Кубасов, Ф. Новиков, И. Покровский.
- 1966 — Символы искусства. Декоративная композиция у Дворца культуры нефтяников в Саратове. Бетон. В. 250; дл. 600; шир. 350.
- 1967 — Коммунизм-светлое будущее. Рельеф для Дворца культуры профсоюзов в Ульяновске. Гипс. 480х1370х70. В соавторстве с З. Ветровой. Не сохранился.
- 1969—1971 — Скульптуры на фасаде Драматического театра имени А. В. Луначарского во Владимире. Гусляр. Скрипач. Цыган.(Остальные скульптуры на фасаде выполнены З. Ветровой). Все — известняк. В. 250. Архитекторы В. Давиденко, И. Былинкин, Г. Горлышков, Н. Шебалина.[6][7][8]
- 1971 — Эскизы композиций для оформления фойе Московского цирка на проспекте Вернадского. Эквалибристы на колесах. Медь кованая. 15х39х6,5. (Гимнасты с шестом. Медь кованая. 39х19х9. Жонглеры. Медь кованая. 19х20х6. Дрессированная лошадь. Медь кованая. 30х15х7. Медвежий цирк. Медь кованая. 15х19х6. Мим. Медь кованая. 17х15х8. Клоун с собачкой. Медь кованая. 19х15х5. Лев. Медь кованая. 15х20х6).[8]
- 1971 — Декоративная композиция для оформления фасада нового здания МХАТ имени А. М. Горького. Неосуществленный проект. Медь кованая, ДСП. 40х200. Не сохранился.
- 1972 — Декоративные композиции в фойе Московского цирка на проспекте Верндского. Лев. Мим. Клоун с собачкой. Все-медь кованая. 150х150. Архитекторы Я. Белопольский, Е. Вулых.
- 1972 — Все двери нового здания МХАТ имени А. М. Горького. Макет неосуществленного проекта. Медь кованая, полировання, хромовая и золотая наводка. В. 28; шир. 62. Союз художников СССР. Москва.
- 1972 — Плакеты для неосуществленного оформления входных дверей нового здания МХАТ имени А. М. Горького. Медь кованая. 64х64.(Сцены из спектаклей: «Три сестры» А. Чехова. Хромовая и золотая наводка; «На дне» М. Горького. Хромовая и золотая наводка; «Пиквикский клуб»; Инсценировка «Посмертных записок Пиквиксуого клуба» Ч. Диккенса. Хромовая наводка. 64х64).
- 1972 — Флора. Скульптурная эмблема павильона «Цветоводство и озеленение» на ВДНХ СССР в Москве. Медь кованая. 300х400х250. В соавторстве с В. Элькониным. Архитекторы И. Виноградский, А. Рыдаев, Г. Астафьев.[9]
- 1972 — «На здоровье!». Декоративная композиция, выполненная и установленная в Виллани (Венгерская Народная Республика). Мраморы цветные. В.60.
- 1972 — Проект оформления входа в сад «Эрмитаж» в Москве. В соавторстве с В. Элькониным. Живописно-скульптурная композиция. В.25; дл. 60. Флагштоки с эмблемами. В. 70. Не осуществлен.
- 1973 — Памятник павшим в боях за Советскую Родину. Бронза, бетон, гранит. В. 1400. В соавторстве с Ю. Черновым. Архитектор А. Андреев. Оренбург.[10]
- 1973 — Петух. Скульптурная эмблема павильона «Птицеводство» на ВДНХ СССР в Москве. Латунь листовая. 250х300х200. Архитектор В.Богданов.
- 1973 — Скульптурно-декоративное оформление гостиницы «Интурист» в Ростове-на-Дону. Солнцезащитная композиция на фасаде. Бетон. В. 320; дл. 1500.[11]
- 1973 — Порталы в вестибюле гостиницы «Интурист» в Ростове-на-Дону. Сталь, газорезка. 320х600; 320х300. Тихий Дон. Рельеф во внутреннем дворике. Доломит. 850х800х25.[11]
- 1973 — Декоративный фонарь у входа в бар гостиницы «Интурист» в Ростове-на-Дону. Медь листовая. В. 250. В соавторстве с И. Казанским. Архитекторы В. Симонович, Л. Пушкова.[11]
- 1973—1974 — Прометей. Монументальная композиция на здании Дворца культуры энергетиков в Бурштыне. Бетон, мозаика. 1400х1400х200. В соавторстве с В. Элькониным.[12]
- 1974 — Декоративное убранство саркофага в мавзолее Хо Ши Мина в Ханое. Медь кованая.
- 1974 — Проект оформления фасада здания РК КПСС и райисполкома в Зеленограде. Макет. Дерево, стекло, латунь листовая. В. 47; дл. 76. Архитектор И. Покровский. Не осуществлен.
- 1975 — Скульптурные композиции на тему «История театра» в фойе Вологодского драматического театра. (Античная трагедия. В. 160; шир. 165; Комедия дель арте. В. 150; шир. 120; Русские скомарохи. В. 155; шир. 100; Петрушечники. В. 175; шир. 100; Пантомима. В. 155; шир. 125). Все-медь кованая. Архитекторы Е. Ландау, И. Михалев, Ю. Федотов.[1]
- 1975 — Москва социалистическая. Рельеф в интерьере Дворца пионеров в Челябинске. Медь кованая. 400х570х70. В соавторстве с В. Элькониным.[13]
- 1975 — Башенные часы. Рабочая модель неосуществленного проекта. Медь, нержавеющая сталь, золотая наводка, стекло, дерево. В. 275. Архитектор В. Давиденко.
- 1975 — Атрибуты искусства. Конкурсный проект оформления фасада Государственной картинной галереи СССР в Москве. Медь кованая, гипс. 57х200х12. В соавторстве с Н. Андроновым и В. Элькониным.
- 1975—1976 — Скульптурный фриз на тему «История медицины» на здании Государственного медицинского института в Ростове-на-Дону. (Античная медицина; Средневековая медицина; Медицина Нового времени; Современная медицина). Все-сталь листовая. В. фигур 300. Архитектор Л. Адамкович.[1]
- 1976 — Конкурсный проект оформления здания Государственного музыкального театра для детей в Москве. Архитекторы В. Красильников, А. Великанов.
- 1976 —Тяжелая индустрия. Горельеф. Сталь, сварка. 95х50х26. Союз художников СССР. Москва.
- 1976—1978 — Скульптурное оформление Главного туристического комплекса в Суздале. Время. Рельеф. Известняк. 600х400х22. В соавторстве с В. Клыковым.[1]
- 1976—1978 — Стражи Родины. Скульптурное оформление камина в банкетном зале Главного туристического комплекса в Суздале. Сталь вороненая. 300х300х130.
- 1976—1978 — Русское веселье. Скульптурное оформление ресторана Главного туристического комплекса в Суздале. Медь кованая. Архитекторы М. Орлов, Ю. Ранинский, В. Косаржевский.[1]
- 1979—1980 — Русский сувенир. Скульптурная композиция в холле гостиничной части Центра международной торговли в Москве. Медь кованая, роспись. В.1500. Архитекторы М. Посохин, В. Кубасов.
- 1979—1981 — Мирный атом. Памятник в Волгодонске. Медь кованая, хромовая наводка, В. 850; дл. 1300.[14]
- 1979—1981 — Портал Драматического театра имени С. М. Цвилинга в Челябинске. Чугун. В. 570; шир. 720. Архитекторы В. Глазырин, Б. Баранов, А. Слонимский.[15]
- 1980 — А. Н. Грибов. Мемориальная доска на доме No3 по улице Танеевых в Москве. Медь, гальванопластика. 60х110. Архитектор Ю. Ранинский.[16]
- 1980 — Р. Л. Кармен. Мемориальная доска на доме No 1/15 по Котельнической набережной в Москве. Бронза 67х75. Архитектор Н. Добросердова.[16]
- 1981 — Матэ Залка. Мемориальная доска на доме No6 по Новой Басманной улице в Москве. Архитектор Н. Добросердова.[16]
- 1981—1982 — Мировой океан. Настенная композиция для интерьера здания Международной морской организации (ИМО) в Лондоне. Медь кованая, хромовая наводка, бронза полированная, сталь, фарфор. 194х500х25. В соавторстве с И. Казанским. Архитекторы В. Давиденко, В. Лутикова.
- 1981—1982 — Персонажи театральных постановок. Элементы оформления фонарей в портике Пермского драматического театра. Медь кованая. В. 100. В соавторстве с И. Казанским.
- 1982 — Статуи для фасада нового здания Якутского государственного музыкального театра в Якутске. Медь кованая. В. 200. В соавторстве с И. Казанским. Архитектор Г. Исакович.
- 1992 — Фонтанная композиция «Асклепий» для двора клинической больницы Управления делами Президента Российской Федерации.
- 1995 — Композиция «Ангел» для холла детского приюта в Москве.[1]
- 1998 — Многофигурная горельефная композиция «Давид в собрании вельмож передает Соломону чертежи храма». Западный фасад храма Христа Спасителя в Москве. Бронза.[17]

## Список основных выставок
- 1957—1959 — 3-я, 4-я, 5-я выставки произведений молодых художников Москвы и Московской области. Москва.
- 1960 — Выставка «На таежных стройках». Москва.
- 1960 — Выставка произведений московских художников. Москва.
- 1960 — Республиканская художественная выставка «Советская Россия». Москва.
- 1961 — Всесоюзная художественная выставка 1961 года. Москва.
- 1962 — Выставка произведений московских художников к 30-летию МОСХа. Москва.
- 1963 — Выставка произведений молодых советских художников. Варшава.
- 1964 — Международное Биеннале искусств. Венеция.
- 1966 — Международная выставка современной скульптуры. Париж.
- 1967 — Выставка ЭКСПО-67. Монреаль.
- 1967 — Выставка произведений молодых художников Москвы. Будапешт.
- 1967 — Выставка «Московские художники — 50-летию Октября». Москва.
- 1967 — Всесоюзная художественная выставка к 50-летию Советской власти. Москва.
- 1968 — Всесоюзная художественная выставка «50 лет ВЛКСМ». Москва.
- 1968 — Выставка русского дореволюционного и советского искусства из новых поступлений Государственной Третьяковской галереи. 1963—1968. Москва.
- 1970 — Выставка произведений художников Москвы, посвященная 100-летию со дня рождения В. И. Ленина. Москва.
- 1970 — Республиканская художественная выставка «Советская Россия» к 100-летию со дня рождения В. И. Ленина. Москва.
- 1972 — Первая Всесоюзная выставка «Скульптура малых форм». Москва.
- 1972 — Выставка скульптуры «Рига-72». Рига.
- 1972 — Выставка произведений Ю. В. Александрова и М. А. Бирштейна. Москва.
- 1972—1973 — Всесоюзная художественная выставка «СССР-наша Родина». Москва.
- 1973 — Весенняя выставка произведений московских художников. Москва.
- 1973 — Выставка произведений Ю. В. Александрова и М. А. Бирштейна. Ленинград.
- 1973 — Осенняя выставка произведений московских художников. Москва.
- 1974 — Выставка «Работы московских художников в архитектуре». Москва.
- 1974 — Всесоюзная выставка «Скульптура и цветы». Москва.
- 1975 — Выставка произведений московских художников к XXV съезду КПСС. Москва.
- 1975 — Республиканская художественная выставка «Советская Россия» к XXV съезду КПСС. Москва.
- 1976 — Всесоюзная художественная выставка «Слава труду» к XXV съезду КПСС. Москва.
- 1976 — Выставка скульптуры «Рига-76». Рига.
- 1980 — Выставка произведений московских художников к XXVI съезду КПСС. Москва.
- 1980 — Республиканская художественная выставка «Советская Россия» к XXVI съезду КПСС. Москва.
- 1981 — Всесоюзная художественная выставка «Мы строим коммунизм» к XXVI съезду КПСС. Москва.
- 1981 — Всероссийская художественная выставка «По родной стране». Москва.

## Семья
Отец
Владимир Филлипович Александров (1907-1983); инженер.
Мать
Людмила Сергеевна Александрова (Иванова) (1908-1958); инженер.
Жена
1. Ирина Дмитриевна Александрова (Стефанова) (1928-2013); скульптор.
2. Светлана Гейнельт (?-?).
3. Надежда Сергеевна Добросердова (1945—1990); график.
Дети
1. Кирилл Юрьевич Александров (род.1955); скульптор. (В браке с Ириной Дмитриевной Александровой).
2. Мария Юрьевна Александрова (род.1967); скульптор. (В браке с Надеждой Сергеевной Добросердовой).
Внуки
Иван Кириллович Александров; графический дизайнер.
Дмитрий Кириллович Александров; архитектор.
Надежда Владимировна Давыдова; иллюстратор.
Иван Владимировчи Давыдов; архитектор.
Нина Владимировна Давыдова.